# ألبرت إي. دوغلاس
ألبرت إي. دوغلاس هو سياسي كندي، ولد في 9 ديسمبر 1860، وتوفي في 6 مايو 1908.